# Lomiri
Lomiri is een vrije werkomgeving van UBports voor besturingssystemen die tot de Unixfamilie behoren, zoals Linux en BSD. Het project is een doorstart van Unity, de tot en met 2017 door Ubuntu gebruikte werkomgeving. Tot medio 2020 werd dan ook de naam Unity8 gehanteerd. In 2020 werd de naam gewijzigd in Lomiri.
Lomiri is modulair en past zich aan de schermgrootte aan. Zodoende kan de werkomgeving in zowel mobiele als desktopmodus gebruikt worden, op respectievelijk smartphones en tablets/pc's. Ook als een smartphone wordt aangesloten op een extern beeldscherm wordt de desktopmodus ingeschakeld.
Op Ubuntu Touch is Lomiri de standaard werkomgeving.

## Beschikbaarheid
Lomiri was al voor de naamswijziging (en nadat Canonical met Unity stopte) de werkomgeving van het mobiele besturingssysteem Ubuntu Touch. In eerste instantie werd dan ook vooral daarop ingezet, ondanks dat de oorspronkelijke Unity ook op desktops beschikbaar was. Sinds 2024 is Lomiri in experimentele vorm ook op desktops te installeren door middel van een speciale uitgave van de Linuxdistributie Ubuntu Unity. Verder zijn er experimentele pakketten beschikbaar in de pakketbronnen van Debian.

## Programma's
Lomiri wordt geleverd met diverse eigen programma's, zoals een bestandsbeheerder, webbrowser (Morph), rekenmachine, mediaspeler, galerij-, notitie-, weer-, camera- en terminalprogramma.

## Interactie en vormgeving

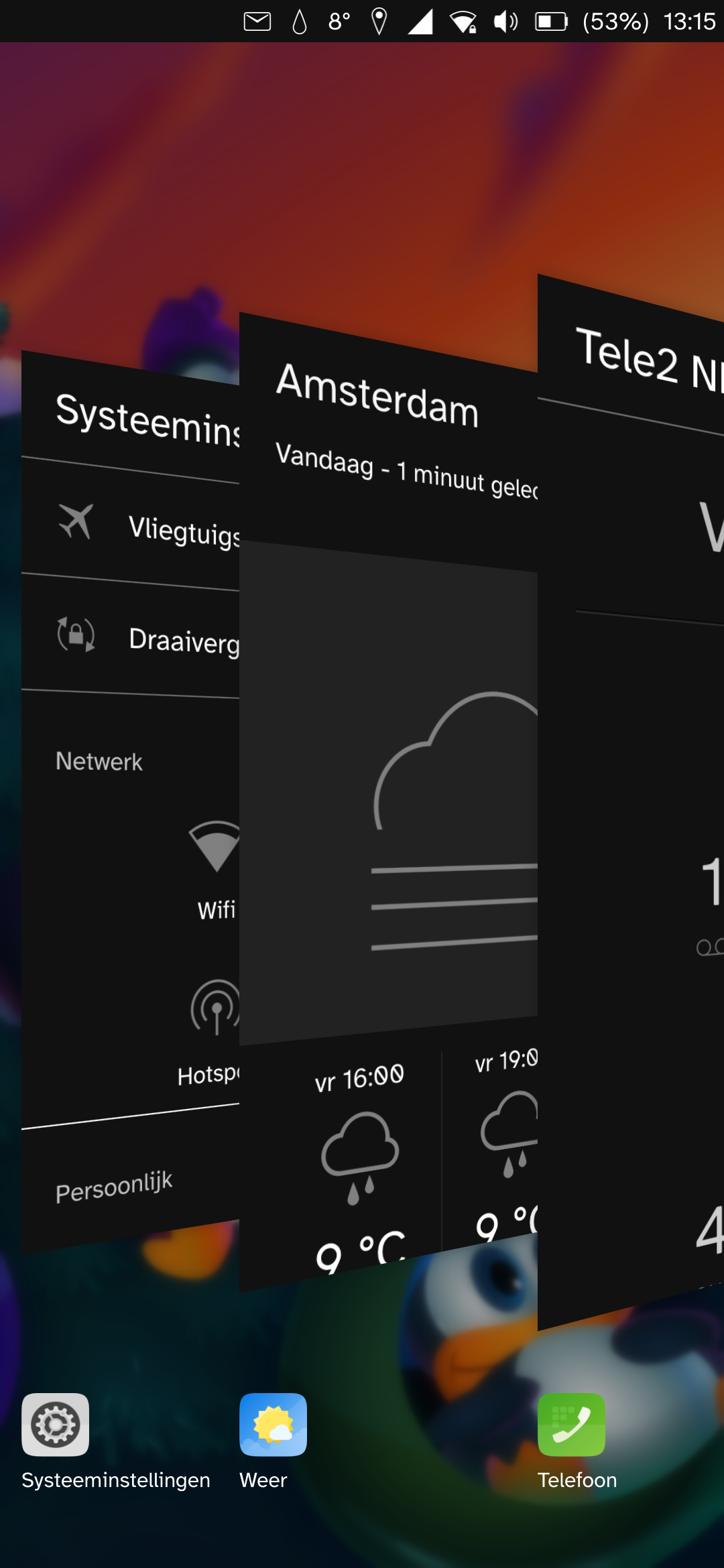
Overzicht met alle geopende apps

Lomiri is modulair en past zich aan de schermgrootte aan. Zodoende kan de werkomgeving dus in zowel mobiele als desktopmodus gebruikt worden op respectievelijk smartphones en tablets/pc's. Dit is ook van invloed op de manier van werken: zo toont webbrowser Morph in de desktopmodus te allen tijde een tabbladenbalk.
De interface berust sterk op gebaren, die met de vinger of muis kunnen worden uitgevoerd. Elke rand van het scherm heeft een functie:
- Korte veeg van rechts naar links: focus de laatstgebruikte app;
- Lange veeg van rechts naar links of de muis naar de uiterste rechterzijde verschuiven: toon het overzicht met alle geopende apps;
- Korte veeg van links naar rechts of de muis naar de uiterste linkerzijde verschuiven: toon de zijbalk met favoriete en geopende apps;
- Lange veeg van links naar rechts (of drukken op Ubuntu-logo op de zijbalk): toon alle geïnstalleerde apps;
- Veeg van boven naar beneden of klikken met de muis op een pictogram op de bovenbalk: open de meldingenbalk en snelle instellingen. Vegen over/klikken op een specifiek pictogram opent de bij het pictogram behorende instellingen. Voorbeeld: vegen over/klikken op het luidsprekerpictogram opent de geluidsinstellingen.

Daarnaast beschikken diverse apps over een menu of snelle actie die kan worden geactiveerd door over de pijl of tekst aan de onderkant van het scherm omhoog te vegen of daarop te klikken. In de agenda-app kan op die manier bijvoorbeeld een nieuwe afspraak worden toegevoegd.
Aan de zijbalk kunnen favoriete apps worden vast- of losgemaakt door de pictogrammen erop lang ingedrukt te houden of met de rechtermuisknop daarop te klikken.

## Galerij

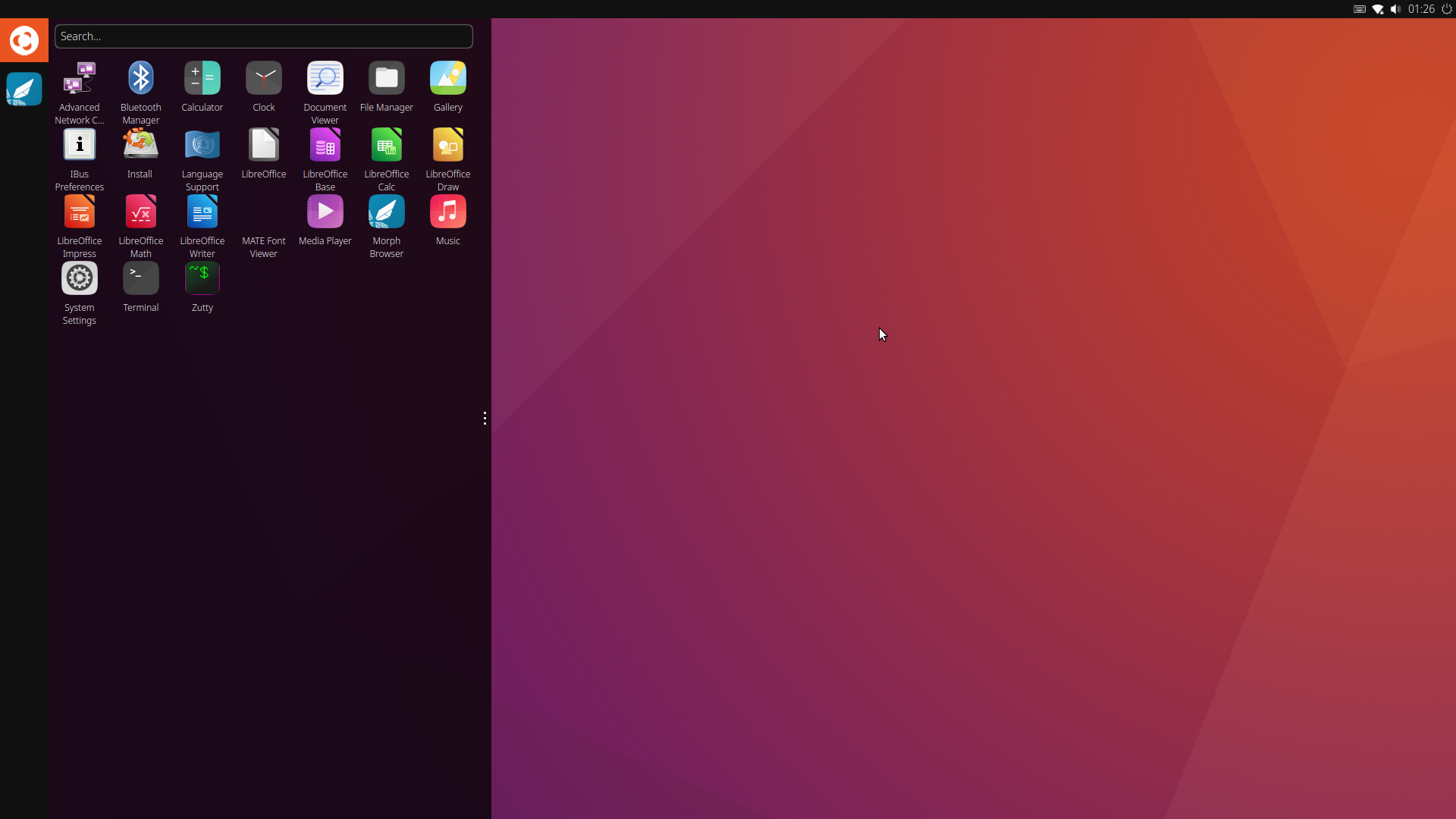
Appoverzicht van Lomiri op Ubuntu Unity (24.04)